# Джонас, Кевин
Пол Кевин Джонас (англ. Paul Kevin Jonas II; род. 5 ноября 1987 года, Каса-Гранде, Аризона, США) — популярный американский певец, музыкант, танцор и актер, участник коллектива Jonas Brothers.

## Музыкальная карьера
В начале 2005 года директор звукозаписывающей компании Columbia Records Стив Гринберг обратил внимание на песни трёх братьев Джонас, было решено подписать с ними контракт. Первоначально группа называлась «Sons of Jonas», но вскоре название было изменено на «Jonas Brothers».
Первый  альбом коллектива «It’s About Time» вышел в свет 8 августа 2006 года. По словам менеджера группы, выпуск был лимитированным — немногим более 50 000 копий. Так как Sony не были заинтересованы в сотрудничестве с Джонасами, братьям пришлось сменить лейбл. Контракт с Columbia Records был разорван в начале 2007 года.
В феврале того же года группа заключила контракт с Hollywood Records и появилась в рекламе GAP. Их второй альбом Jonas Brothers вышел 7 августа 2007 года и занял пятое место в чарте Billboard 200 в первую же неделю. Третий альбом A Little Bit Longer оказался на вершине этого чарта.
16 июня 2009 года в свет вышел альбом Lines, Vines, and Trying Times. По всему миру было продано 247 000 копий. Группа вновь заняла первое место в Billboard 200.
1 мая 2012 года было объявлено о прекращении сотрудничества с Hollywood Records. С тех пор права на композиции коллектива принадлежат братьям.

## Актерская карьера
17 августа 2007 года Кевин вместе с братьями появился в эпизоде сериала «Ханна Монтана» под названием Me and Mr. Jonas and Mr. Jonas and Mr. Jonas. Серию посмотрели 10,7 миллионов телезрителей.
Братья Джонас приняли участие в фильме «Camp Rock: Музыкальные каникулы», вышедшего в США и Канаде 20 июня 2008 года, в роли группы Connect 3. Кевин исполнил роль гитариста Джейсона. Они также снялись в продолжении в 2010 году.
С мая по сентябрь 2008 года участвовал в съемках реалити-шоу Jonas Brothers: Living the Dream, демонстрировавшего жизнь братьев во время тура в поддержку альбома Look Me in the Eyes. Второй сезон шоу был посвящен европейскому турне 2009 года.
В 2009 году на телеканале Disney вышел сериал Jonas, продленный на второй сезон Jonas L.A.
Вместе с братьями и женой Кевин принял участие в шоу Married to Jonas, рассказывавшем о жизни молодой семьи и записи пятого альбома. Съемки были приостановлены в связи с распадом группы.

## Личная жизнь
19 декабря 2009 года Кевин женился на парикмахере Даниэль Делисе (род. 1986), с которой встречался два года. У супругов есть две дочери — Элина Роуз (род.02.02.2014) и Валентина Анджелина (род.27.10.2016).

## Дискография
- It’s About Time (2006)
- The Jonas Brothers (2007)
- A Little Bit Longer (2008)
- Lines, Vines and Trying times (2009)

## Фильмография
| Год       |     | Русское название                | Оригинальное название                          | Роль        |
| --------- | --- | ------------------------------- | ---------------------------------------------- | ----------- |
| 2008      | тф  | Camp Rock: Музыкальные каникулы | Camp Rock                                      | Джейсон     |
| 2009      | ф   | Ночь в музее 2                  | Night at the Museum: Battle of the Smithsonian | Черуб       |
| 2009      | кор | Вне границ                      | Beyond All Boundaries                          | Майк Мервош |
| 2009—2010 | с   | Джонас                          | Jonas L.A.                                     | Кевин Лукас |
| 2010      | тф  | Camp Rock 2: Отчётный концерт   | Camp Rock 2: The Final Jam                     | Джейсон     |